# Большой Сомбол
Большой Сомбол — река в Вологодской области России, протекает по территории Тотемского района. Устье реки находится в 332 км от устья реки Сухоны по левому берегу. Длина реки составляет 33 км.
В середине XX века считалась левой составляющей реки Сомбала.

## Притоки
(указано расстояние от устья)
- 4 км: река Малый Сомбол (пр)

## Данные водного реестра
По данным государственного водного реестра России относится к Двинско-Печорскому бассейновому округу, водохозяйственный участок реки — Северная Двина от начала реки до впадения реки Вычегда, без рек Юг и Сухона (от истока до Кубенского гидроузла), речной подбассейн реки — Сухона. Речной бассейн реки — Северная Двина.
Код верховий в государственном водном реестре — 03020100312103000007735, низовий — 03020100312103000007728.